# 和賀仙人鉱山
和賀仙人鉱山（わがせんにんこうざん）は、岩手県北上市和賀町仙人の和賀川沿いに存在した鉄・銅の鉱山。遠平夏畑鉱山、仙人鉄山とも称した。赤鉄鉱の美晶を多く産出したことで有名である。

## 概要
明治27年（1894年）、雨宮敬次郎が本鉱山を買収し、同33年（1900年）11月に野呂景義指導のもと木炭製鉄で低燐銑鉄の製造を開始した。同40年（1907年）には仙人製鉄所㈱を発足し銅鉱の採掘も行った。雨宮は後に「軽便王」や「天下の雨敬」などと呼ばれた実業家で、近代国家を目指す日本には製鉄業の振興が不可欠との思いから仙人鉱山を買収した。
日露戦争の不況で一時すべてを中止したが市況の回復により製鉄を再開、大正3年（1914年）には第一次世界大戦勃発により活況を呈した。
昭和50年（1975年）には銅の採掘を終了し、鉄も翌51年（1976年）に採掘を終え、同52年（1977年）以降は貯鉱と買鉱をもとに顔料用赤鉄鉱を製造していた。
本鉱山は前期白亜紀花崗閃緑岩と古生代の石灰岩との接触部付近に胚胎するスカルン鉱床で、遠平・下遠平・三角・黒淵・金肌・不動・矢立の主要7鉱床群があった。また、先行して形成されていたスカルン鉱床が中新世の流紋岩貫入岩による熱水変質を受け赤鉄鉱鉱体を形成したとする説もある。